# Kênh đào Korinthos
Kênh đào Korinthos (tiếng Hy Lạp: Διώρυγα της Κορίνθου, Dhioryga tis Korinthou) là một kênh đào nối vịnh Korinthos với vịnh Saronic trong biển Aegea. Nó cắt qua eo đất hẹp Korinthos và tách bán đảo Peloponnesian ra khỏi Hy Lạp đại lục. Người ta đã đào con kênh qua eo đất mà không cần sử dụng những con đập chắn nước biển. Con kênh đào này có chiều dài là 6,4 km (4,0 dặm) và chỉ rộng 21,4 mét (70 ft) khiến hầu hết các tàu to và hiện đại không thể đi qua được. Kênh đào Corinth ít mang tầm quan trọng về kinh tế.
Ngay trong thời kỳ cổ đại vào thế kỷ thứ 1, đã có nhiều cuộc tranh luận cùng nỗ lực để làm một con kênh ngay tại khu vực này. Sau nhiều thời gian tranh luận, việc xây dựng cuối cùng đã được tiến hành vào năm 1881, nhưng đã bị cản trở bởi các vấn đề về địa chất và tài chính. Cuối cùng nó cũng được hoàn thành vào năm 1893, nhưng do kênh đào này hẹp, cùng các vấn đề hàng hải và sửa chữa sạt lở đất từ các bức tường dốc của nó định kỳ, nó không thu hút được mức độ giao thông như dự đoán. Nó được sử dụng chủ yếu cho giao thông của các tàu du lịch.

## Lịch sử

### Thời cổ đại
Những nhà cầm quyền trong thời cổ đại đã mơ ước đào một con kênh cắt qua eo đất. Là người đầu tiên đề xuất và thực hiện ý tưởng như vậy là bạo chúa Periander trong thế kỷ thứ 7 trước Công nguyên. Dự án bị bỏ hoang và Periander thay vì xây dựng một con kênh đơn giản và ít tốn kém thì ông ta lại làm một con đường kéo tàu thuyền trên bộ, đặt tên là Diolkos (đá mặt đường) từ một phía của eo đất. Nó làm thay đổi ý tưởng ban đầu của Periander, đồng thời khiến chi phí của dự án rất lớn, thiếu lao động. Chứng tích của Diolkos vẫn còn tồn tại bên cạnh con kênh đào hiện đại ngày nay.
Demetrios I Poliorketes (336-283 TCN) đã lên kế hoạch xây dựng một con kênh như một phương tiện để cải thiện đường dây thông tin liên lạc, nhưng kế hoạch đã bị cắt giảm sau khi điều tra về mức ảnh hưởng của các vùng biển lân cận có thể gây ra những trận lũ lụt nghiêm trọng.